# Ефедра
Ефедра (Ephedra) е род голосеменни храсти. Различните видове ефедра са широко разпространени в много сухи региони на света, като югозападните части на Северна Америка, Южна Европа, Северна Африка, Югозападна и Централна Азия, Северен Китай и западна Южна Америка. Това е единственият съществуващ род в своето семейство, Ефедрови (Ephedraceae), и разред, Ephedrales, и един от трите живи члена на отдел Гнетови заедно с Gnetum и Велвичия.
В умерения климат повечето видове ефедра растат на брегове или в песъчливи почви с пряко излагане на слънце. От името на ефедрата произхожда иимето на стимуланта ефедрин, който се съдържа в значителна концентрация в растенията от този род.

## Описание
Семейство Ефедрови, в което ефедра е единственият род, са голосеменни растения и обикновено храсти, понякога катерещи се лози и рядко малки дървета. Членовете на рода често се разпространяват чрез използване на коренища.
Стъблата са зелени и фотосинтезиращи. Листата са срещуположни или мутовчати. Подобните на люспи листа се сливат в обвивка в основата и тя често се отделя скоро след развитието на растението. Няма смолни канали.
Растенията са предимно двудомни: с поленови стробили в завъртания от 1 до 10, всяка от които се състои от поредица от кръстосани прицветници. Прашецът е набразден. Месестите прицветници са бели (напр. при Ephedra frustillata) или червени. Обикновено има 1–2 жълти до тъмнокафяви семена на стробил.

## Таксономия
Род Ефедра е описан за първи път през 1753 г. от Карл Линей и типовият вид е Ephedra distachya. Семейството Ефедрови е описано за първи път през 1829 г. от Дюмортие.
Към септември 2022 са признати 69 вида в род Ефедра:
- Ephedra alata Decne.
- Ephedra altissima Desf. non-Bové (1834), non-Delile (1813), non-Buch (1828)
- Ephedra americana Humb. & Bonpl. ex Willd.
- Ephedra antisyphilitica Berland ex C.A.Mey.
- Ephedra aphylla Forssk.
- Ephedra arenicola H.C.Cutler
- Ephedra aspera Engelm. ex S.Watson
- Ephedra aurantiaca Takht. & Pachom.
- Ephedra boelckei F.A.Roig
- Ephedra botschantzevii Pachom.
- Ephedra breana Phil.
- Ephedra brevifoliata Ghahr.
- Ephedra californica S.Watson
- Ephedra chilensis C.Presl
- Ephedra compacta Rose
- Ephedra coryi E.L.Reed
- Ephedra cutleri Peebles
- Ephedra dahurica Turcz.
- Ephedra dawuensis Y.Yang
- Ephedra distachya L.
- Ephedra × eleutherolepis V.A.Nikitin (hybrid E. intermedia × E. strobilacea)
- Ephedra equisetina Bunge
- Ephedra fasciculata A.Nelson
- Ephedra fedtschenkoae Paulsen
- Ephedra foeminea Forssk.
- Ephedra foliata Boiss. ex C.A.Mey.
- Ephedra fragilis Desf.
- Ephedra frustillata Miers
- Ephedra funerea Coville & C.V.Morton
- Ephedra gerardiana Wall. ex Klotzsch & Garcke
- Ephedra gracilis Phil. ex Stapf
- Ephedra holoptera Riedl – Iran
- Ephedra intermedia Schrenk & C.A.Mey.
- Ephedra kardangensis P.Sharma & P.L.Uniyal
- Ephedra khurikensis P.Sharma & P.L.Uniyal
- Ephedra laristanica Assadi
- Ephedra likiangensis Florin
- Ephedra lomatolepis Schrenk
- Ephedra major Host
- Ephedra milleri Freitag & Maier-St.
- Ephedra minuta Florin
- Ephedra monosperma J.G.Gmel. ex C.A.Mey.
- Ephedra multiflora Phil. ex Stapf
- Ephedra nevadensis S.Watson
- Ephedra ochreata Miers
- Ephedra oxyphylla Riedl
- Ephedra pachyclada Boiss.
- Ephedra pangiensis Rita Singh & P.Sharma
- Ephedra pedunculata Engelm. ex S.Watson
- Ephedra pentandra Pachom.
- Ephedra procera Fisch. & C.A.Mey.
- Ephedra przewalskii Stapf
- Ephedra pseudodistachya Pachom.
- Ephedra regeliana Florin – Xi Zi Ma Huang
- Ephedra rhytidosperma Pachom., syn. E. lepidosperma C.Y.Cheng
- Ephedra rituensis Y.Yang, D.Z.Fu & G.H.Zhu
- Ephedra rupestris Benth.
- Ephedra sarcocarpa Aitch. & Hemsl.
- Ephedra saxatilis (Stapf) Royle ex Florin
- Ephedra sinica Stapf
- Ephedra somalensis Freitag & Maier-St.
- Ephedra strobilacea Bunge
- Ephedra sumlingensis P.Sharma & P.L.Uniyal
- Ephedra tilhoana Maire
- Ephedra torreyana S.Watson
- Ephedra transitoria Riedl
- Ephedra triandra Tul.
- Ephedra trifurca Torrey ex S.Watson
- Ephedra trifurcata Zöllner
- Ephedra tweedieana C.A.Mey.
- Ephedra viridis Coville
- Ephedra vvedenskyi Pachom.
- Ephedra yangthangensis Prabha Sharma &amp; Rita Singh[9]

## Разпределение
Родът се среща в пустинни райони по целия свят, освен в Австралия.

## Екология
Ефедровите са адаптирани към изключително сухи региони, растат често в местообитания с висока слънчева светлина и се срещат на височина до 4000 m над морското равнище както в Андите, така и в Хималаите.

## Употреба в лекарства и добавки
Алкалоидите от ефедра, ефедрин и псевдоефедрин – съставки на E. sinica и други членове на рода – имат симпатикомиметични и деконгестантни качества и се използват като хранителни добавки, главно за отслабване. Лекарството ефедрин се използва за предотвратяване на ниско кръвно налягане по време на спинална анестезия.
В Съединените щати добавките с ефедра са забранени от пазара в началото на 21 век поради сериозни рискове за безопасността. Растения от рода Ефедра, включително E. sinica и други, се използват в традиционната медицина за лечение на главоболие и респираторни инфекции, но няма научни доказателства, че са ефективни или безопасни за тези цели.
Ефедрата играе роля и като прекурсор в тайното производство на метамфетамин.

## Неблагоприятни ефекти
Алкалоидите, получени от видовете ефедра, използвани в билкови лекарства, които се използват за синтетично получаване на псевдоефедрин и ефедрин, могат да причинят сърдечно-съдови проблеми. Тези проблеми са свързани с аритмии, сърцебиене, тахикардия и миокарден инфаркт. Съобщава се, че консумацията на кофеин в комбинация с ефедрин повишава риска от тези сърдечно-съдови проблеми.